# 文珍なぞなぞランド
『文珍なぞなぞランド』（ぶんちんなぞなぞランド）は、1986年10月9日から1987年3月26日までテレビ朝日系列局で放送されていた朝日放送製作のクイズ番組である。
本稿では、1986年4月から同年9月まで同系列局で放送されていた前身番組『文珍・頭の新体操』についても述べる。

## 概要
『文珍・頭の新体操』時代には日曜10時台で放送されていたが、それから半年後に『文珍なぞなぞランド』と題してリニューアル。ゴールデンタイムである木曜19時台へ進出したが、それから半年後に番組は終了した。両番組ともに桂文珍が司会を、マリアンがアシスタントを務めていた。
『文珍・頭の新体操』時代の1986年8月、朝日放送では第68回全国高等学校野球選手権大会中継を優先しなければならなかったため、本番組を定時放送できない日が発生した。その際に朝日放送は、いったん試合当日における放送を休止し、別の同一系列局へ裏送りしてから、本来とは別の日時に振替放送する措置を取った。

## 放送時間
いずれも日本標準時。
- 日曜 10:00 - 10:55 （文珍・頭の新体操）
- 木曜 19:30 - 20:00 （文珍なぞなぞランド）

## 問題構成
以下は『文珍なぞなぞランド』時代のもの。
番組前半では、小学生などが考案したなぞなぞ問題を中心に出題。正解すると5点を獲得できるが、関連性のある答えであれば部分点（1点 - 4点）が与えられることもある。解答時には原則としてその理由も述べなければならず、正解の字幕でも理由が掲出される。
番組後半では、絵描き歌のコーナーと着ぐるみを使った一発芸のコーナーを実施。一発芸のコーナーが終了した時点で最も得点の多い解答者がトップ賞。
- 絵描き歌のコーナーでは、毎回奈良児童合唱団による「めだかの兄妹」の替え歌を絵描き歌として出題。最初は解答者に絵描き歌の内容に沿った模範解答を見せ、2回目で解答者が歌の内容に沿うイラストを描く。模範解答通りの絵を描ければ5点を獲得でき、正解と全く違う絵であっても歌詞に沿った内容であれば部分点を獲得できる。
- 一発芸のコーナーでは「一発逆転ギャグマッチ」と称し、毎回異なる着ぐるみが登場。解答者は思いついた順に挙手をして芸を行う、もしくはダジャレを言う。司会の文珍の判断によって1点から5点を与える。

## 解答者席
『文珍・頭の新体操』『文珍なぞなぞランド』ともに、解答者席にはフルーツをかたどったユニークなテーブルが設置されていた。このテーブルのモチーフはそれぞれ洋梨・イチゴ・メロン・みかん・スイカ（司会者席に近い順に列挙）で、洋なし・メロン・スイカの席には男性解答者が、イチゴ・みかんの席には女性解答者が座っていた。コント山口君と竹田君が出場した回では、山口が洋なしの席に、竹田がイチゴの席に座り、メロンの席には女性解答者が座っていた。

## 主な解答者
◇印は洋梨、▼印はイチゴ、△印はメロン、●印はミカン、□印はスイカの席に在任していたことを示す。
- 野口五郎 ◇または△
- 横山ノック ◇
- 沖田浩之 ◇
- コント山口君 ◇
- コント竹田君 ▼
- 松居直美 ▼または●
- 田代まさし △
- 高橋名人 △
- 桂ざこば（当時の芸名は桂朝丸） □
- ぼんちおさむ □